# Кінематика і фізика небесних тіл
Кінематика і фізика небесних тіл (англ. Kinematics and physics of celestial bodies) — український науковий журнал, присвячений різним розділам астрономії. Видається Головною астрономічною обсерваторією НАН України 6 разів.

## Історія
Журнал видається з 1985 року. Спочатку наклад журналу становив 1000 примірників. 1991 року наклад зменшився до 500 примірників, але додалось англійське видання під назвою «Kinematics and Physics of Celestial Bodies» накладом 50 примірників.
Тривалий час журнал публікував статті українською, російською й англійською мовами. Від № 2 за 2021 рік мови залишилось тільки дві — українська і англійська.
Від заснування головним редактором журналу був Ярослав Яцків. Станом на 2023 рік, він обіймає посаду почесного головного редактора, а головним редактором є Леонід Пілюгін.

## Тематика
Таматика журналу охоплює всі основні галузі астрономії:
- атмосферна оптика, астроклимат
- геодинаміка, космічна геодезія, обертання Землі
- динаміка і фізика Сонячної системи
- фізика Сонця, зір і міжзоряного середовища
- зоряна динаміка, галактична і позагалактична астрономія
- космологія
- астрономічні інструменти
- історія астрономії